# R-410A
R-410A هو زيوتروبيك لكن ثابت الغليان مخلوط مع دیفلورورمتان (CH2F2، يسمى R-32) وبنتافلوؤرواتان (CHF2CF3، يسمى R-125) ويستخدم كوسيط تبريد في تكييف الهواء والمضخة الحرارية. اسطوانات R-410A كانت تلون بلون وردي ولكن حالياً لا يوجد لون محدد وغالباً لونها رمادي فاتح.

## نبذه تاريخية
اخترع غاز R-410A شركة الایدسیغنال (حالياً هانيويل) عام 1991. هنالك العديد من الشركات التي تنتج وتبيع غاز R-410A ولكن شركة هانيويل تعتبر الرائدة والمسيطرة على اغلب المبيعات. غاز R-410A أصبح يستخدم في تكييف الهواء بصورة ناجحة بعد جهود مشتركة من قبل شركة كارير وشركة إمرسون إلكتريك وشركة الایدسیغنال. وانتجت شركة كارير أول جهاز تكييف هواء يعمل بغاز R-410A في عام 1996 وحمل اسم «بورون».

## التوفر
حل غاز R-410A محل غاز R-22 في مكيفات الهواء المنزلية والتجارية في اليابان وأوروبا والولايات المتحدة.
يجب استخدام اجزاء مصممه خصيصاً لعمل غاز R-410A. حيث ان R-410A يحتاج لضغط أكثر من الانواع الأخرى. ويحتاج موظفي الصيانة إلى استخدام أدوات ومعدات ومعايير وتقنيات مختلفة للسلامة. وتم إنشاء تحالف للسلامة للمساعدة في تثقيف المهنيين حول أنظمة R-410A.

### التخلص التدريجي من R-22
وفقًا للشروط والاتفاق الذي تم التوصل إليه في بروتوكول مونتريال (بروتوكول مونتريال بشأن المواد المستنفدة لطبقة الأوزون)، أصدرت وكالة حماية البيئة الأمريكية أمرًا بالتخلص التدريجي من إنتاج أو استيراد غاز R-22 إلى جانب مركبات كلوروفلوروكربون الأخرى في الولايات المتحدة. لا يمكن استخدام R-22 في تصنيع أجهزة تكييف جديدة أو وحدات مماثلة اعتبارًا من 1 كانون الثاني 2010 في الولايات المتحدة والاتحاد الاوربي. يختلف تاريخ التخلص التدريجي من بلد إلى آخر. حالياً جميع اجهزة التكييف الجديدة تسنخدم غاز R-410A. ومنذ 1 كانون الثاني 2020، تم حظر إنتاج واستيراد R-22 وتشمل المصادر الوحيدة المتاحة تلك التي تم تخزينها أو استردادها من الأجهزة الموجودة.

## احتياطات
لا يمكن استخدام غاز R-410A في اجهزة تستخدم R-22 بسبب ضغوط التشغيل المرتفعة (حوالي 40٪ إلى 70٪ أعلى).
بينما R-410A لديه احتماليه ضئيله للتجزئة، لكن لايجب تجاهلها.
لتجنب التجزئة أثناء شحن الجهاز وللحصول على أفضل أداء للجهاز. يجب استخدام الإجراء الصحيح اعتمادًا على نوع الأسطوانة. إذا تم استخدام أسطوانة ذات أنابيب غاطسة، فيمكن شحنها أثناء وضع الأسطوانة في وضع مستقيم. إذا لم تكن الأسطوانة تحتوي على أنابيب غاطسة فيجب إبقاءها مقلوبة لشحنها بسائل وليس بخار من الاسطوانة. والإجراء هو الملء ببطء شديد وذلك لتجنب تباطؤ الضاغط بالسائل.

## الأسماء التجارية
- سوفا 410A (شركة دوبونت)
- بورون (شركة شركة كارير)
- جينيترون AZ-20 (شركة هانيويل)

## الخصائص الفيزيائية
| الميزة                                         | القيمة                                      |
| ---------------------------------------------- | ------------------------------------------- |
| الصيغة                                         | \| CH2F2 \| (50%) \| \| CHF2CF3 \| (50%) \| |
| الوزن الجزئي (Da)                              | 72.6                                        |
| درجة الانصهار (°C)                             | −155                                        |
| درجة الغليان (°C)                              | −48.5                                       |
| كثافة السائل (30 °C), kg/m3                    | 1040                                        |
| كثافة البخار (30 °C), air=1.0                  | 3.0                                         |
| ضغط البخار بـ 21.1 °C (MPa)                    | 1.383                                       |
| درجة الحرارة الحرجة (°C)                       | 72.8                                        |
| الضغط الحرج، MPa                               | 4.90                                        |
| قدرة تسخين الغاز (kJ/(kg·°C))                  | 0.84                                        |
| قدرة تسخين السائل @ 1 atm, 30 °C, (kJ/(kg·°C)) | 1.8                                         |
| CH2F2                                          | (50%)                                       |
| CHF2CF3                                        | (50%)                                       |

الخصائص الحرارية الفيزيائية - Properties of refrigerant R410a